# Reinhard Griebner
Reinhard Griebner (* 13. Mai 1952 in Görlitz) ist ein deutscher Autor und Journalist.

## Leben
Griebner legte 1970 in Ost-Berlin sein Abitur ab und erwarb einen Facharbeiterbrief als Maschinenbauer. Anschließend war er ein Jahr lang Volontär beim Deutschen Fernsehfunk. Von 1971 bis 1975 studierte er an der Universität Leipzig Kulturwissenschaften und Journalistik. 1975 bis 1981 arbeitete er beim Fernsehen der DDR als Redakteur und Autor, mehrere Jahre lang moderierte er die Sendung Kulturmagazin. Danach verließ er die Anstalt und war im Anschluss an eine zweijährige Elternzeit bis 1990 als freiberuflicher Autor tätig; in dieser Zeit entstanden Kinderbücher, Hörspiele, Erzählungen, Aphorismen.
Nach den politischen Veränderungen in der DDR kehrte er zum Deutschen Fernsehfunk zurück und setzte sich dort als stellvertretender Chefredakteur und Hauptabteilungsleiter Publizistik für eine demokratische Erneuerung des Senders ein. Von 1992 bis 2010 arbeitete er in verschiedenen Positionen – Stellvertretender Chefredakteur, Sendeleiter, arte-Beauftragter, Abteilungsleiter Kultur, Familienprogramm, Dokumentation und Zeitgeschehen – für den Ostdeutschen Rundfunk Brandenburg (ORB) und den Rundfunk Berlin-Brandenburg (rbb). Seither widmet er sich wieder ausschließlich dem Schreiben.
Dem Kulturbetrieb blieb er auch während seiner Tätigkeit für den öffentlich-rechtlichen Rundfunk verbunden; von 2002 bis 2010 war er in der Jury des Gustav-Heinemann-Friedenspreises des Landes Nordrhein-Westfalen aktiv, zuletzt als deren Vorsitzender.
Seit 2010 ist Griebner freischaffender Autor.
Griebner lebt in Berlin.

## Werke

### Bücher
- Das blaue Wunder Irgendwo, Der Kinderbuchverlag Berlin, 1980[2]
- Die Glasprobe und andere zerbrechliche Geschichten, Der Kinderbuchverlag Berlin, 1983[2]
- Ick kieke, staune, wundre mir. Ein Berliner Bilderbogen, Der Kinderbuchverlag Berlin, 1987[2]
- Himmelhochjauchzend-Zutodebetrübt, Der Kinderbuchverlag Berlin, 1989[2]
- Eitel bin ich im höchsten Grade – Verbrieftes und Vermutetes aus dem Leben des Adolph von Knigge, BK Verlag Staßfurt, 2011[3]
- Mauerspechte, Knabe Verlag Weimar, 2014[4]
- Der lachende Löwe, Morio Verlag Heidelberg, 2014
- Bettine von Arnim in Weimar, Morio Verlag Heidelberg, 2014
- Adolph Menzel in Kassel, Morio Verlag Heidelberg, 2019
- Am toten Punkt, Erzählungen, Morio Verlag Heidelberg, 2019

### Hörfunk (Auswahl)
- Burg-Frieden (Hörspiel)
- Musikmaschine Dr. B. (Hörspiel)
- Da, wo man sucht, ist man wahrhaft lebendig (Feature)
- 1981: Schlachtenbummler – Regie: Joachim Gürtner (Hörspielreihe: Neumann, zweimal klingeln – Rundfunk der DDR)
- 1987: Ich gehöre aber einer anderen Richtung an (Dokumentar-Hörspiel)[5]

## Auszeichnungen (Auswahl)
- Förderpreis des Kinderbuchverlages/„Sally-Bleistift-Preis“, 1981
- Hörspielpreis der DDR (Sonderpreis der Kritiker), 1988[6]
- Eberhard – Kinder- und Jugendliteraturpreis des Landkreises Barnim, 1999[7]
- Goldenes Kleeblatt gegen Gewalt, Burgenland, 2009[8]
- Kurd-Laßwitz-Stipendium der Residenzstadt Gotha, 2012[9]
- Kurd-Laßwitz-Stipendium der Residenzstadt Gotha, 2016[10]